# جری اسمیت (ریک و مورتی)
جرالد «جری» اسمیت (به انگلیسی: Gerald "Jerry" Smith) یکی از شخصیت‌ه
ای اصلی ریک و مورتی است.
این شخصیت، توسط دان هارمون و جاستین رویلند ساخته و توسط کریس پارنل صداگذاری شده است. جری یک مرد خانه‌دار است.